# Ludvík Daněk
Ludvík Daněk (* 6. Januar 1937 in Hořice; † 16. November 1998 in Hutisko-Solanec) war ein tschechoslowakischer Leichtathlet, der von 1964 bis 1974 zur Weltspitze im Diskuswurf gehörte. Er verbesserte dreimal den Weltrekord und gewann bei Olympischen Spielen und Europameisterschaften insgesamt fünf Medaillen, darunter zwei goldene.
Er stand 49-mal in der tschechoslowakischen Nationalmannschaft und erzielte dabei 37 Siege.
Er gewann von 1963 bis 1976 insgesamt 14 tschechoslowakische Meisterschaften. Er verbesserte 9-mal den tschechoslowakischen Rekord, zuletzt im Jahr 1974 mit einer Weite von 67,18 m.
Aufgrund seiner untersetzten Figur trug er den Beinamen „Der Klotz von Brünn“.

## Leben
Ludvíks Vater Ladislav, von Beruf Kesselschmied, starb an Hirnhautentzündung, als Ludvík kaum älter als zwei Wochen war.
Seine sportliche Karriere begann Ludvík als Skiläufer. Im Springen von der Schanze wurde er sogar Zweiter der Südmährischen Jugendmeisterschaften. Da sein Halbbruder Jiří jedoch Diskuswurf betrieb, wurde in ihm der Wunsch wach, ihn zu besiegen, was ihm zwei Wochen nach seinem ersten Versuch mit der runden Scheibe auch gelang.
Im Alter von 19 Jahren trat er bei der ČKD Blansko, wo er seine Ausbildung zum Metalldreher absolvierte, dem Sportclub „Sparta“ bei. Als Soldat im Grundwehrdienst bei der Grenztruppe gelang ihm ein Wurf von 45,27 m, woraufhin er zum Armeesportclub „Roter Stern“ in Brno (Brünn) wechselte. Ab 1962 hatte er in Brünn seinen Hauptwohnsitz.
Kurz darauf schien nicht nur seine sportliche, sondern auch seine berufliche Laufbahn beendet zu sein. Als Beifahrer auf einem Motorrad erlitt er bei einem schweren Unfall eine Rückgratverletzung sowie einen Nierenriss. Nach fünfmonatigem Krankenhausaufenthalt kehrte er gegen den Rat seiner Ärzte bei den Brünner Jan-Šverma-Werken in seinen Beruf zurück. Diskuswurf betrieb er nur noch hobbymäßig. Der Trainer des der Waffenfabrik angeschlossenen Sportclubs „Spartak ZJŠ“ lud ihn jedoch zu einem so genannten B-Training ein, und es dauerte nicht lange, bis Ludvík Daněk erneut die 50-Meter-Marke übertraf. Im Jahr 1961 nahm er erstmals an den tschechoslowakischen Meisterschaften teil und wurde Achter.
Sein erster internationaler Auftritt erfolgte bei den Europameisterschaften 1962 in Belgrad, wo er den 9. Platz belegte.
Im Juni 1963 warf er erstmals über 60 Meter (60,04 m).
Der Vorstoß in die Weltspitze gelang ihm im Jahr 1964. Im Mai warf er mit 62,45 m Europarekord und ließ im August mit 64,55 m seinen ersten Weltrekord folgen.
Bei seinem zweiten Weltrekord im darauffolgenden Jahr 1965 übertraf er als erster Mensch der Erde die 65-Meter-Marke.
Im Jahr 1965 feierte er in 42 Wettkämpfen 41 Siege und gewann die offenen amerikanischen Meisterschaften in San Diego.
In den Jahren 1967 und 1969 gewann er jeweils beim Erdteilkampf Europa – Amerika.
Er nahm an vier Olympischen Spielen teil und gewann drei Mal eine Medaille: 1964 in Tokio Silber, 1968 in Mexiko-Stadt Bronze und 1972 in München Gold. Die Siegesweite von 64,40 m gelang ihm im letzten Versuch. 1976 belegte er den 9. Platz.
Nicht ganz so erfolgreich war er bei Europameisterschaften. Er nahm 6-mal teil, gewann jedoch nur zwei Medaillen: Gold 1971 in Helsinki und Silber 1974 in Rom.
Nach Beendigung seiner sportlichen Karriere wurde er Trainer und Funktionär bei „Roter Stern“ Prag. In den 90er Jahren war er Vorsitzender des Tschechischen Olympioniken-Clubs sowie stellvertretender Vorsitzender des Tschechischen Leichtathletikverbands.

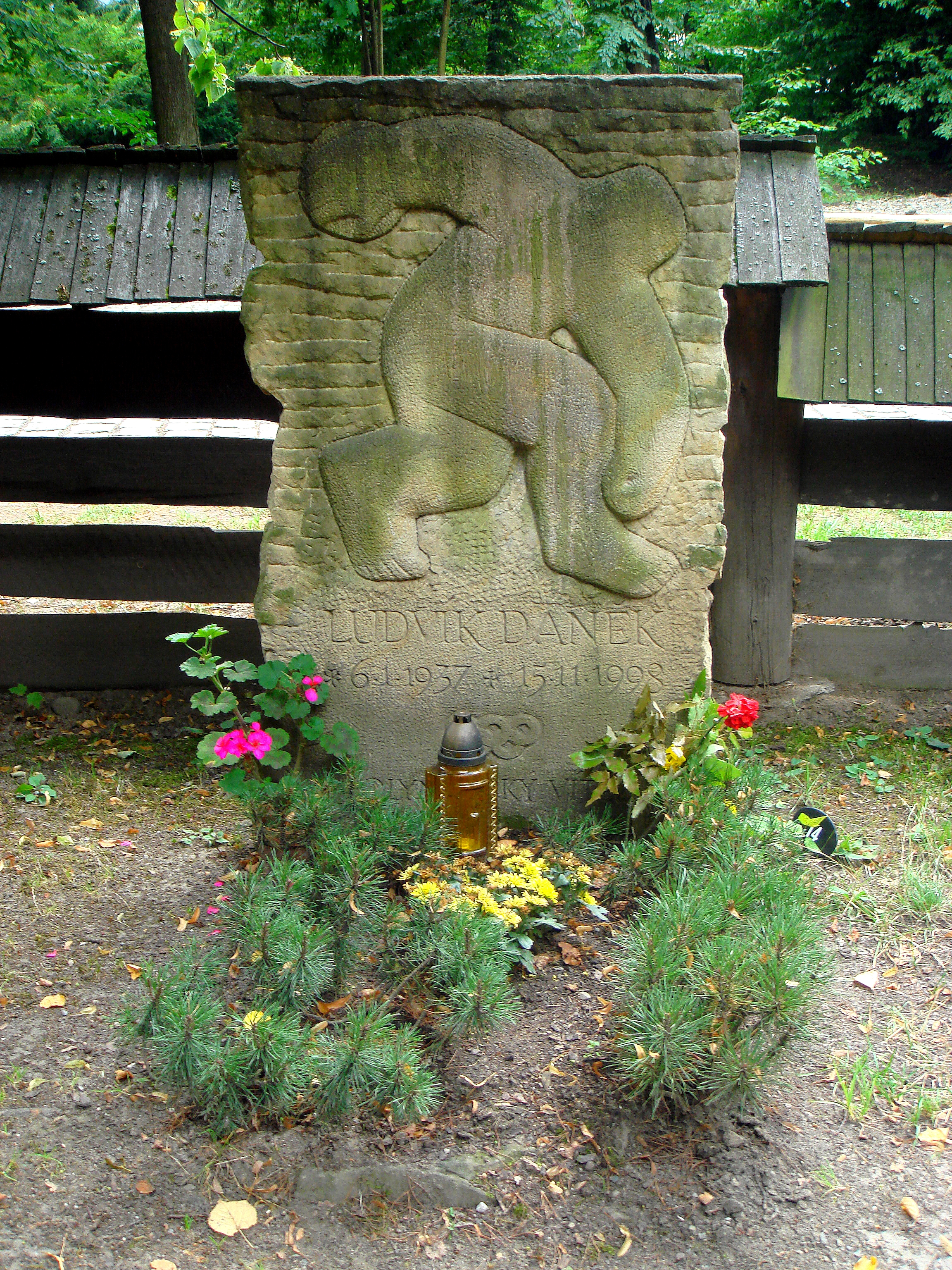
Grabmal

Am Morgen des 16. November 1998 wurde er von seinem Nachbarn tot in seiner Wohnung aufgefunden, nachdem er am Tag zuvor bei der Gartenarbeit einen Schwächeanfall erlitten, einen Arztbesuch jedoch abgelehnt hatte. Begraben wurde Daněk auf dem Walachischen Ehrenfriedhof (Valašský Slavin) in Rožnov pod Radhoštěm.
Ludvík Daněks Frau Jarka starb bereits 1986. Aus der Ehe ging ein Sohn hervor (Martin).

## Erfolge

### Meistertitel
- 1963: 60,00 m
- 1964: 59,70 m
- 1965: 60,60 m
- 1966: 59,50 m
- 1967: 62,08 m
- 1968: 60,68 m
- 1969: 61,86 m
- 1970: 61,78 m
- 1971: 61,82 m
- 1972: 61,36 m
- 1973: 60,94 m
- 1974: 61,58 m
- 1975: 64,66 m
- 1976: 59,96 m

### Rekorde
- 60,97 m (ER)
- 62,45 m am 10. Mai 1964 in Vyškov (ER)
- 64,55 m am 2. August 1964 in Turnov (WR, Verbesserung der erst vier Monate alten Bestleistung von Al Oerter um 1,61 m)
- 65,22 m (WR) am 12. Oktober 1965 in Sokolov. Diese Leistung erzielte er vor nur 300 Zuschauern im fünften Versuch. Beim Nachwiegen zeigte sich, dass der Diskus sogar 15 Gramm zu schwer gewesen war.
- 66,07 m (WR) am 7. Juni 1966 in Long Beach (zwei Jahre später von Jay Silvester auf 66,54 m verbessert)
- 66,48 m (ER) am 8. Juni 1969 in Long Beach

### Europameisterschaften
- 1962 in Belgrad: Neunter
- 1966 in Budapest: Fünfter mit 56,25 m. Im Jahr 1966 hatte Daněk mehr als 100-mal über 60 Meter geworfen und galt somit als Favorit für die Europameisterschaften. Dort versagte er jedoch völlig, was für ihn umso ärgerlicher war, als der Sieger, Detlef Thorith aus der DDR, ebenfalls nur bescheidene 57,42 m erzielte.
- 1969 in Athen: Vierter mit 59,30 m. Hier wiederholte sich die Situation von Budapest: Daněk wurde unter Wert geschlagen, obwohl der siegreiche Hartmut Losch aus der DDR mit 61,82 m ebenfalls keine überragende Weite erzielte. Bei strenger Regelauslegung wäre Daněk Dritter geworden, da der Silbermedaillengewinner Ricky Bruch aus Schweden in der Qualifikation drei ungültige Würfe hatte und daher für den Vorkampf nicht mehr hätte zugelassen werden dürfen; die griechischen Kampfrichter ließen jedoch Gnade vor Recht ergehen.
- 1971 in Helsinki: Gold mit 63,90 m vor Lothar Milde (DDR) mit 61,62 m und Géza Fejér (Ungarn) mit 61,54 m
- 1974 in Rom: Silber mit 62,76 m hinter Pentti Kahma aus Finnland mit 63,62 m und vor Ricky Bruch (Schweden) mit 62,00 m

### Olympische Spiele
- 1964 in Tokio: Silber mit 60,52 m hinter Al Oerter (USA) mit 61,00 m und vor Dave Weill (USA) mit 59,49 m
- 1968 in Mexiko-Stadt: Bronze mit 62,92 m hinter Al Oerter mit 64,78 m und Lothar Milde (DDR) mit 63,08 m
- 1972 in München: Gold mit 64,40 m vor Jay Silvester (USA) mit 63,50 m und Ricky Bruch (Schweden) mit 63,40 m

## Ehrungen
- 1965 und 1972: Ludvík Daněk wird zum tschechoslowakischen Sportler des Jahres gekürt.
- 1995: Ludvík Daněk erhält aus der Hand von Juan Antonio Samaranch den Olympia-Orden.
- Mai 1995: Ludvík Daněk wird zum Ehrenbürger der Stadt Blansko ernannt.
- 1998: Ludvík Daněk wird mit dem Fair-Play-Preis ausgezeichnet.
- 1999: Das Stadion der Stadt Turnov wird nach ihm benannt.
- 20. September 2003: An seinem Geburtshaus wird eine Gedenktafel angebracht.

In Turnov findet jedes Jahr ein Ludvík Daněk-Gedächtnissportfest statt.